# Final Fantasy VII Rebirth
Final Fantasy VII Rebirth (ファイナルファンタジーVII リバース?, Fainaru Fantajī Sebun Ribāsu) è un videogioco action RPG sviluppato e pubblicato da Square Enix per PlayStation 5. È il sequel di Final Fantasy VII Remake.

## Sviluppo
Final Fantasy VII Rebirth è stato annunciato in occasione del venticinquesimo anniversario dalla pubblicazione di Final Fantasy VII come seconda parte di una trilogia che comprende Final Fantasy VII Remake.
In occasione del Tokyo Game Show 2023 è stata mostrata alla stampa una demo del gioco.

## Distribuzione
Il gioco è uscito il 29 febbraio 2024 in esclusiva temporanea per PlayStation 5. Square Enix ha dichiarato che la durata dell'esclusiva sarà di almeno 3 mesi.